# Maxar Technologies
Maxar Technologies ist ein US-amerikanisches Unternehmen im Bereich der Herstellung und des Betriebs von Satelliten, die vorrangig der Erdbeobachtung dienen. Maxar stellt auch Raumfahrzeuge her, die an bestehende Satelliten, denen es an Treibstoff mangelt, andocken, und diese mit ihrem eigenen Triebwerk manövrierbar halten (sogenannte Mission Extension Vehicles).

## Unternehmensgeschichte
Der Vorläufer des Unternehmens wurde 1969 unter dem Namen MacDonald, Dettwiler and Associates (MDA) in Kanada gegründet. Im Jahr 2012 wurde das Raumfahrtunternehmen Space Systems/Loral von MDA übernommen und später in SSL umbenannt. Nach der Übernahme von DigitalGlobe im Jahr 2017 benannte sich das Unternehmen in Maxar um. Das Tochterunternehmen DigitalGlobe beliefert unter anderem Google Maps mit Satellitenbildern.
Maxar liefert nach eigenen Angaben 90 % der grundlegenden Geoinformationen, die von der US-Regierung für die nationale Sicherheit und die Sicherheit der Truppen am Boden verwendet werden. Die Satellitenaufnahmen waren besonders in der Frage der Kriegsverbrechen russischer Truppen in der Ukraine von großer Bedeutung.
Am 16. Dezember 2022 wurde bekannt, dass der Finanzinvestor Advent International Maxar für 6,4 Milliarden US-Dollar kauft. Die Übernahme war im Mai 2023 abgeschlossen.

## Russischer Überfall auf die Ukraine seit 2022
Maxar veröffentlicht seit dem Beginn des russischen Überfalls auf die Ukraine am 24. Februar 2022 Satellitenbilder von russischen Militärkonvois und von anderen militärischen Aktivitäten.

### Kritik
Die Vereinigten Staaten haben der Ukraine Anfang März 2025 unter der neuen Regierung Trump den Zugang zu Aufklärungsdaten von Aufklärungssatelliten von Maxar Technologies gesperrt. Dies ermöglichte Russland seine Angriffe auf die Ukraine Tag und Nacht im ganzen Land auszuweiten. Damit nutzte Russland den Vorteil, der den Angreifern dadurch und durch die Aussetzung der Militärhilfe durch die amerikanische Regierung entstanden ist. Die ukrainische Armee musste sich Mitte März 2025 aus der seit August 2024 besetzten russischen Oblast Kursk unter schwerwiegenden Verlusten zurückziehen. Ein wesentlicher Faktor war die eingestellte Zurverfügungstellung von Aufklärungsdaten durch die Vereinigten Staaten, wie der Bildaufnahmen von Erdbeobachtungssatelliten von Maxar Technologies. Da die USA plötzlich die nachrichtendienstliche und kommunikationstechnische Unterstützung für die Ukraine eingestellt hatten, befanden sich die ukrainischen Streitkräfte, die in der Oblast Kursk kämpften, in einer äußerst schwierigen Lage. Ihre Kommunikation, ihr Lagebild vom gesamten Gefechtsfeld und sogar das Funktionieren ihrer Artillerie waren von der US-Unterstützung abhängig. Durch die Einstellung der US-Unterstützung wurde die ukrainische Armee plötzlich „blind“. Selbst das HIMARS-System war nicht mehr funktionsfähig, da keine Zielinformationen mehr eingegeben werden konnten, weil sie nicht mehr zur Verfügung standen. Die russischen Truppen haben diese Gelegenheit sofort ausgenutzt und ihre Angriffe aus allen Richtungen gegen den ukrainischen Vorposten verstärkt. Deswegen drohte der gesamte ukrainische Vorposten eingekesselt zu werden. Darüber hinaus versuchten russische Spezialeinheiten, die ukrainischen Stellungen durch eine große, nicht in Betrieb befindliche Gaspipeline zu infiltrieren, was für zusätzliche Verwirrung sorgte. Zuerst brach der nördliche Abschnitt der Front zusammen, danach auch die Flanken. Russische Artillerie- und Drohnenangriffe fügten den ukrainischen Streitkräften in Kursk schwere menschliche und materielle Verluste zu.